# رون كيسي
رون كيسي هو سياسي كندي، ولد في 1952 بأونتاريو في كندا. حزبياً، نشط في الرابطة التقدمية المحافظة في ألبرتا ‏. وقد انتخب عضو الجمعية التشريعية ألبرتا.